# Ring Lardner Jr.
Ringgold Wilmer Lardner Jr (Chicago, 19 d'agost de 1915 - Nova York, 31 d'octubre de 2000) va ser un guionista estatunidenc. Membre dels " Els Deu de Hollywood ", va ser inclòs a la llista negra pels estudis de cinema Hollywood a finals dels anys 40 i 50, després de la seva aparició com a testimoni davant el Comitè d'Activitats Antiamericanes de la Cambra (HUAC) que va fer que Lardner fos declarat culpable de menyspreu al Congrés.

## Primers anys de vida
Era fill d'Ellis Abbott i del periodista i humorista Ring Lardner i germà de James, John i David Lardner . Va estudiar a la Phillips Academy d'Andover, Massachusetts i a la Universitat de Princeton. En el seu segon any es va matricular a l'Institut Angloamericà de la Universitat de Moscou. Lardner va tornar a Nova York i, el 1935, va treballar breument al Daily Mirror abans de signar com a director de publicitat amb la nova companyia cinematogràfica de David O. Selznick. Lardner es va unir al Partit Comunista dels Estats Units el 1937.

## Carrera
Lardner es va traslladar a Hollywood, on va treballar com a publicista i script doctor abans de passar a escriure el seu propi material. Aquest incloïa Woman of the Year (1942), una pel·lícula que va guanyar a ell i Michael Kanin el premi de l'Acadèmia al millor guió original. Lardner també va treballar en els guions de les pel·lícules Laura (1944), Brotherhood of Man (1946), Forever Amber (1947) i M*A*S*H (1970). El guió d'aquest últim li va valer un Oscar al millor guió basat en material d'un altre mitjà.
Lardner tenia forts punts de vista d'esquerra i, als anys trenta, va ajudar a recaptar fons per a la causa republicana durant la Guerra Civil espanyola. També va participar en l'organització de manifestacions antifeixistes. El seu germà, James Lardner, era membre de la Brigada Abraham Lincoln, i va ser assassinat en acció a Espanya el 1938.
Tot i que la seva implicació política va molestar els propietaris dels estudis de cinema, va continuar treballant i el 1947 es va convertir en un dels guionistes més ben pagats de Hollywood quan va signar un contracte amb la 20th Century Fox a 2.000 dòlars setmanals (equivalent a 27,291 dòlars a la setmana avui en dia).

### Llista negra
Després de la Segona Guerra Mundial el Comitè d'Activitats Antiamericanes (HUAC) va iniciar una investigació sobre la indústria cinematogràfica de Hollywood. El setembre de 1947, la HUAC va entrevistar 41 persones que treballaven a Hollywood. Aquests individus van assistir voluntàriament i van passar a ser coneguts com a "testimonis amics". Durant el seu testimoni, van anomenar diverses persones a les quals van acusar de tenir opinions favorables al comunisme.
Lardner es va presentar davant l'HUAC el 30 d'octubre de 1947, però com Alvah Bessie, Herbert Biberman, Albert Maltz, Adrian Scott, Dalton Trumbo, Lester Cole, Edward Dmytryk, Samuel Ornitz i John Howard Lawson, es va negar a respondre cap pregunta. Coneguts com els " Deu de Hollywood ", van afirmar que la Primera Esmena a la Constitució dels Estats Units els donava clarament el dret a fer-ho. La HUAC i els tribunals durant les apel·lacions van estar en desacord i tots van ser considerats culpables de menyspreu al Congrés. Lardner va ser condemnat a 12 mesos a la Institució Correccional Federal de Danbury i multat amb 1.000 dòlars. Fox l'havia acomiadat el 28 d'octubre de 1947.
Posat a la llista negra dels estudis de Hollywood, Lardner va treballar durant els dos anys següents a la novel·la The Ecstasy of Owen Muir (1954). A partir de 1955, Lardner i el seu company de llista Ian McLellan Hunter, treballant sota pseudònims, van escriure episodis de sèries de televisió, com ara The Adventures of Robin Hood, The Adventures of Sir Lancelot i The Buccaneers, per a la productora Hannah Weinstein, una estatunidenca expatriada que vivia a Anglaterra. . Durant diversos anys, a les reunions allà amb la productocció hi va assistir exclusivament Hunter, que havia aconseguit obtenir un passaport malgrat les seves activitats polítiques, mentre que els viatges a l'estranger per a Lardner van ser considerats "no en el millor interès dels Estats Units" per l'Oficina de Passaports, una restricció que va durar des del 1951 fins al 1958, quan el Tribunal Suprem va decidir que no es podien denegar els passaports per motius polítics.
La llista negra es va aixecar per a Lardner quan el productor Martin Ransohoff i el director Norman Jewison li van donar crèdit a la pantalla per escriure El rei del joc (1965). El seu treball posterior va incloure M*A*S*H (1970), pel qual va guanyar l'Oscar al millor guió adaptat, i La història de Cassius Clay (1977), per a la qual va reescriure el guió original de Bill Gunn. El seu darrer projecte cinematogràfic va ser una adaptació del llibre de Roger Kahn The Boys of Summer .
Segons l'escriptor hongarès Miklós Vámos —que va visitar Lardner diverses vegades abans de la seva mort—, Lardner va guanyar un premi de l'Acadèmia per una pel·lícula que va escriure amb pseudònim.

## Vida personal
Lardner es va casar amb Silvia Schulman, llavors secretaria de David O. Selznick, el 1937. Van tenir un fill i una filla, i es van divorciar el 1945. El 1946, a Las Vegas, Nevada, Lardner es va casar amb Frances Chaney, una actriu, i van romandre casats fins a la seva mort l'any 2000. Van tenir un fill. Chaney havia estat casat amb el germà de Lardner, David, fins a la seva mort el 1944 i va tenir dos fills, una filla i un fill, d'aquest matrimoni.

### Mort
Lardner va morir de càncer el 31 d'octubre de 2000, la nit de Halloween, al seu apartament de Manhattan. Va ser l'últim membre supervivent de "Els Deu de Hollywood".

## Homenatges televisius
En un episodi de Studio 60 on the Sunset Strip de la NBC, un home gran és descobert a l'estudi. Quan se li pregunta el seu nom, respon primer "Bessie Bibermann", després "Scott Trumbo", després "Cole Lardner". Els sis noms són cognoms de membres del Hollywood Ten.
L'episodi de Robin Hood emès per primera vegada per la BBC l'1 de desembre de 2007 es va anomenar " Lardner's Ring ".

## Filmografia
- 1937: La reina de Nova York (Nothing Sacred) de William A. Wellman
- 1939: The Kid from Kokomo de Lewis Seiler
- 1939: Meet Dr. Christian de Bernard Vorhaus
- 1940: The Courageous Dr. Christian de Bernard Vorhaus
- 1941: Arkansas Judge de Frank McDonald
- 1942: Woman of the Year de George Stevens
- 1943: The Cross of Lorraine de Tay Garnett
- 1944: Laura d'Otto Preminger
- 1944: Tomorrow, the World! de Leslie Fenton
- 1946: Brotherhood of Man de Robert Cannon
- 1946: Cloak and Dagger de Fritz Lang
- 1947: Forever Amber d'Otto Preminger
- 1949: Britannia Mews de Jean Negulesco
- 1950: Swiss Tour de Leopold Lindtberg
- 1951: Up Front d'Alexander Hall
- 1958: Virgin Island de Pat Jackson
- 1960: A Breath of Scandal de Michael Curtiz
- 1963: El cardenal (The Cardinal) d'Otto Preminger
- 1965: El rei del joc (The Cincinnati Kid) de Norman Jewison
- 1970: M*A*S*H de Robert Altman
- 1971: La casa sota els arbres (La Maison sous les arbres) de René Clément
- 1977: La història de Cassius Clay (The Greatest) de Shana Feste
- 1977: Semi-Tough de Michael Ritchie

## Obres
- Lardner, Ring Jr. I'd Hate Myself in the Morning : a memoir. (en anglès).  Nation Books, 2017. ISBN 978-1-63226-063-5.